# Veto (Album)
Veto ist das siebte Studioalbum der deutschen Metalcore-Band Heaven Shall Burn. Es erschien am 19. April 2013 in Deutschland über Century Media. Das Album erreichte Platz zwei der deutschen Charts.

## Entstehung und Stil
Am 18. Januar 2013 gab die Band bekannt, dass sie ins Studio geht. Das Album wurde im Antfarm Studio in Dänemark aufgenommen. Bei Valhalla, einem Cover der deutschen Metalband Blind Guardian, wirkte deren Sänger Hansi Kürsch mit. Die Band bewegt sich mit dem Album stilistisch zwischen (melodischem) Death Metal, Modern Metal und Metalcore.

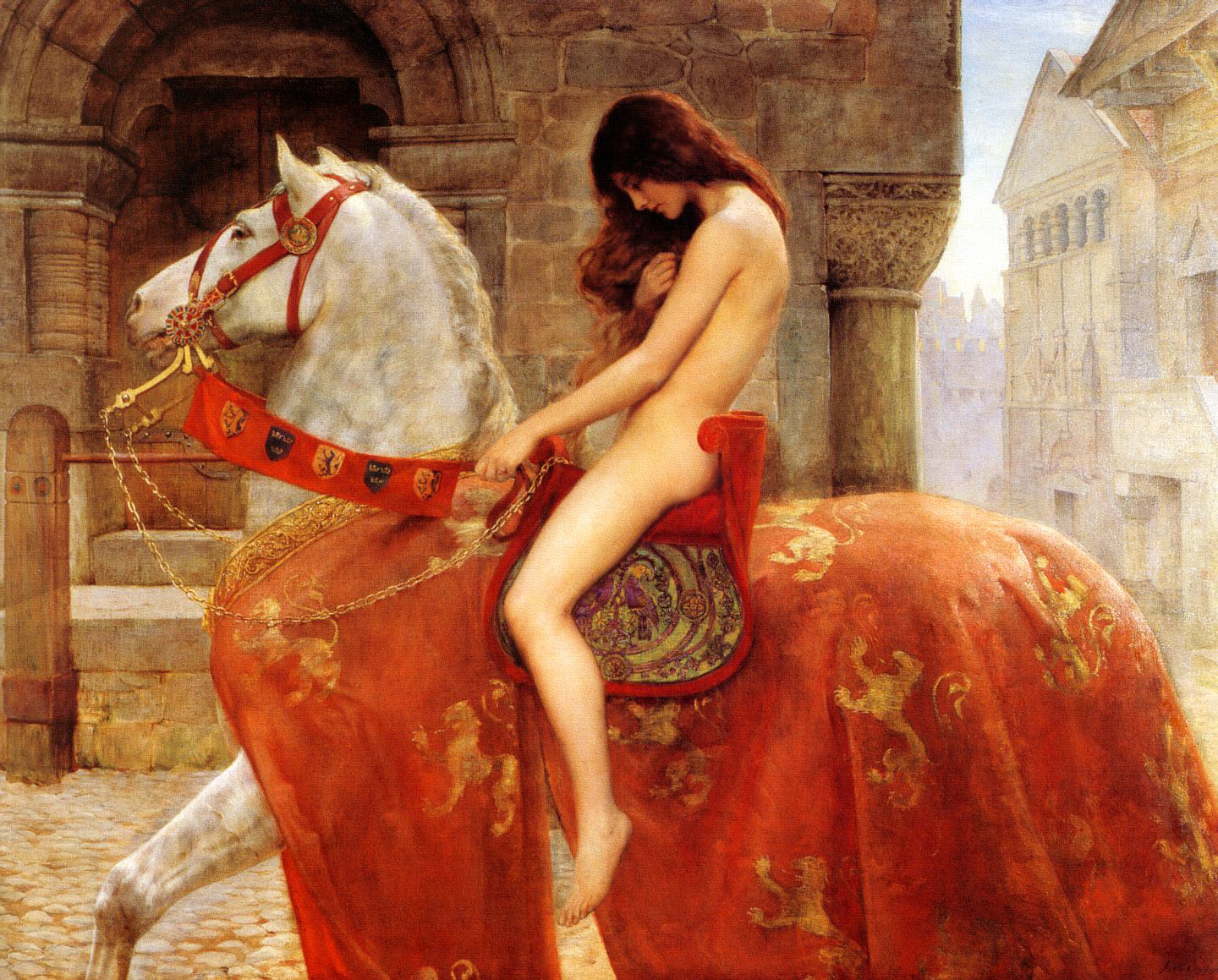
Lady Godiva von John Collier, ca. 1898

Ein Video zu Hunters Will Be Hunted wurde veröffentlicht. Auch erschien ein Lyric-Video zu Godiva. Das Gemälde Lady Godiva von John Collier ziert auch das Albumcover. Gitarrist Maik Weichert beschrieb es als „Sinnbild für den Kampf um soziale Gerechtigkeit“. Es repräsentiere als Problem der Zeit, dass die „führende Klasse von den Leuten isoliert ist und die daraus resultierenden Konflikte“. Auf Tour ging die Band für das Album mit Hypocrisy und anderen Bands.

## Rezeption
Das Album erreichte Platz zwei im Soundcheck des Metal Hammer. Die Seite Musikreviews.de vergab 12 von 15 Punkten. Der Band sei ein „überraschend gutes Album gelungen, das gut zwischen Melodie und Härte austariert ist.“ Boris Kaiser vergab im Magazin Rock Hard neun von zehn Punkten. Es sei bei der „Fülle von Highlights“ „schwierig, sich auf einzelne Stücke zu beschränken“. Das Album wurde nicht „Album des Monats“ wie vorangegangene Alben, tauchte aber in der Rubrik „10 × Dynamit“ auf.

## Titelliste
1. Godiva
2. Land of the Upright Ones
3. Die Stürme rufen dich
4. Fallen
5. Hunters Will Be Hunted
6. You Will Be Godless
7. Valhalla (Cover von Blind Guardian)
8. Antagonized
9. Like Gods Among Mortals
10. 53 Nations
11. Beyond Redemption
12. European Super State (Additional Track der Limited Version)